# USA (album)
 (avril 2023).
Si vous disposez d'ouvrages ou d'articles de référence ou si vous connaissez des sites web de qualité traitant du thème abordé ici, merci de compléter l'article en donnant les références utiles à sa vérifiabilité et en les liant à la section « Notes et références ».
Pour les articles homonymes, voir USA (homonymie).
Albums de King Crimson
Red
(1974) Discipline
(1981)
USA est le deuxième album live du groupe de rock progressif King Crimson, sorti en 1975 juste après la première dissolution. Il a été enregistré au Casino d'Asbury Park le 28 juin 1974, hormis 21st Century Schizoid Man, enregistrée deux jours plus tard au Palace Theatre de Providence. Eddie Jobson, ex-Frank Zappa, joue le violon sur deux pièces, ainsi que le piano électrique sur une troisième. Ses performances furent enregistrées en "overdubs" en studio. 

## Historique
L'enregistrement live a été réalisé par George Chkiantz et David Hewitt à l'aide du Record Plant Remote Truck.
"Asbury Park" et "Easy Money" ont été édités à environ la moitié de leur longueur d'origine pour la sortie du LP. Les versions non éditées ont été publiées numériquement sur dgmlive.com en 2005, avec le reste de l'émission dans l'ordre de diffusion d'origine.
L'album s'ouvre sur un bref extrait de "The Heavenly Music Corporation" de (No Pussyfooting), un album que Robert Fripp a enregistré avec le musicien et producteur Brian Eno. Bien qu'il n'ait pas été répertorié comme une piste distincte sur l'album original, il est présent sur toutes les versions.
Jobson joue du violon sur "Larks' Tongues in Aspic (Part II)" et "21st Century Schizoid Man", et du piano électrique Fender sur "Lament" pour améliorer la mauvaise qualité sonore des parties originales jouées originellement par David Cross.
Les versions originales de vinyle contiennent du contenu audio à la fois dans les rainures d'entrée des deux côtés de l'album et dans la rainure de sortie de la face deux. Dans ce dernier cas, les applaudissements du public après "21st Century Schizoid Man" se poursuivent à travers le dernier sillon verrouillé de la face deux, provoquant la poursuite des applaudissements sur les platines manuelles tant que l'aiguille du phonographe reste sur le disque.
Il y a eu quatre sorties de l'album:
Sortie vinyle originale en 1975. Comprend les pièces 1 à 7 (bien que les pièces 1 et 2 soient combinées) avec les overdubs d'Eddie Jobson.
Ensuite il y a eu 30th Anniversary Remaster sorti en 2002. Ajout des pièces 8 et 9 à la version originale, pièce 1 créditée.
2005 mix de bandes multipistes originales par Ronan Chris Murphy chez DGM. Sorti en téléchargement sur dgmlive.com en 2005 et sur CD en tant que disque deux de The Collectable King Crimson Vol. 1 en 2006. Cette édition est maintenant le concert complet d'Asbury Park, sans overdubs, et dans le bon ordre de marche. Comprend toutes les pièces, avec les versions non coupées de "Asbury Park" et "Easy Money" ; "21st Century Schizoid Man" est déplacée pour être la dernière pièce et est maintenant la version d'Asbury Park plutôt que de Providence, Rhode Island. N'inclut pas les overdubs d'Eddie Jobson.
Mix de 2013 par des bandes multipistes originales de Robert Fripp, Tony Arnold et David Singleton au palais de justice, Cranborne, Dorset. Même ordre de piste et versions que la version #3. Divise l'improvisation à la fin de la piste 6 en sa propre pièce. Ce mix est disponible sur The Road to Red et l'édition 40e anniversaire de l'album USA.

## Titres
1. Walk On... No Pussyfooting (Eno, Fripp) – 0:35
2. Larks' Tongues in Aspic (Part II) (Fripp) – 6:24
3. Lament (Fripp, Palmer-James, Wetton) – 4:21
4. Exiles (Cross, Fripp, Palmer-James) – 7:09
5. Asbury Park (Bruford, Cross, Fripp, Wetton) – 7:06
6. Easy Money (Fripp, Palmer-James, Wetton) – 6:41
7. 21st Century Schizoid Man (Fripp, Giles, Lake, McDonald, Sinfield) – 8:40
Titres bonus de l'édition spéciale 30e anniversaire :
8. Fracture (Fripp) – 11:19
9. Starless (Bruford, Cross, Fripp, Palmer-James, Wetton) – 14:55

## Musiciens

### King Crimson
- Robert Fripp : guitare, mellotron
- John Wetton : basse, chant
- David Cross : violon, alto, mellotron, piano électrique sur (1, 4, 6)
- Bill Bruford : batterie, percussion

### Musicien additionnel
- Eddie Jobson : violon (2, 7), piano électrique (3)